# 宋德宏
宋德宏（1630年—1663年），字凝之，號疇三，郡人私諡正誼先生，南直隸蘇州府長洲縣人，清朝初年江南文學社團人物，吏部尚書、文華殿大學士宋德宜之弟。

## 生平
來自蘇州長洲宋氏家族。父宋學朱；長兄宋宓；次兄宋德宜。母為王憲和女（1600-1659）。宋德宏為長洲庠生，順治五年（1648年）戊子科江南鄉試副榜，與宋德宜及宋實穎（字既庭，號湘尹，1621-1705，沈萬三女婿宋通後裔）同榜，與宋實穎同為順治八年（1651年）辛卯科順天鄉試舉人。

### 慎交社
宋德宏與次兄宋德宜、同榜宋實穎及彭瓏、徐乾學等人同為蘇州詩文社滄浪亭社（又名滄浪會）成員。後因與其他成員產生分歧，滄浪亭社於順治六年（1649年）冬分設為慎交社、同聲社兩社。慎交社聲名在外，其中宋實穎、宋德宜及宋德宏合稱為三宋，以小宋即宋德宏尤為著名。順治七年（1650年），慎交社成員宋德宜、吳偉業、尤侗、徐乾學、朱彝尊等曾赴嘉興南湖參加十郡大社集會。順治十年（1653年）春，在錢謙益、吳偉業等人倡議下，與同人舉辦慎交社、同聲社兩社虎丘大會。
順治帝曾給予慎交社讚譽。
因家事與國事接連變遷，並受“江南奏銷案”等因素影響，宋德宏於康熙二年（1663年）英年早逝。宋德宏著述不詳，《全清詞》錄其詞《滿庭芳•雨夜》一首，選自《清平初選》。

## 家庭
夫人為馬成名女；繼妻為東山席文徵女，兩位夫人皆早逝。側室金氏、葉氏。宋德宏無子，以長兄宋宓第三子宋定業為嗣，娶繆彤女；繼娶葉有聲孫女。有二女：長女嫁候選教諭丁棅；次女嫁舉人朱之敦。